# 永井ますみ
永井ますみ（ながい ますみ、1948年 - ）は、日本の詩人。鳥取県出身。

## 来歴
詩集、著作多数。詩誌「現代詩神戸」主宰、「リヴィエール」同人。日本詩人クラブ、関西詩人協会、兵庫県現代詩協会、ひょうご日本歌曲の会、各会員。朗読や詩書の批評、詩の講座で現代詩をひろめる。『愛のかたち』で、第21回富田砕花賞受賞。

## 書籍

### 詩集
- 『風の中で』(1972年、新詩流社)[3]
- 『街』(1974年、VAN書房)[3]
- 『コスモスの森』(1982年、近文社)[3]
- 『うたって』(1986年、近文社)[3]
- 『時の本棚』(1995年、摩耶出版)[3]
- 『おとぎ創詩・はなさか』(1996年、竹林館　ISBN 4924691488)[3]
- 『ヨシダさんの夜』(2002年、土曜美術社出版販売 ISBN 978-4812013625)[3]
- 『弥生の昔の物語』(2008年、土曜美術社出版販売 ISBN 978-4812016701)[3]
- 『短詩抄』(2009年、山の街企画)[3]
- 『詩集 愛のかたち　(21世紀詩人叢書・第2期)』(2009年、土曜美術社出版販売 ISBN 978-4812017814)[3]
- 『永井ますみ詩集 （新・日本現代詩文庫110』(2013年、土曜美術社出版販売 ISBN 978-4812020456)[3]
- 『万葉創詩　いや重け吉事』(2018年、竹林館 ISBN 978-4860003814)[3]

### 著書
- 『弥生ノート』(2009年、山の街企画)[3]
- 『永井ますみの万葉かたり　古代ブロガー家持の夢』(2018年、竹林館 ISBN 978-4860003845)[3]